# Віа-дель-Маре
«Віа дель Маре» (італ. Stadio Via del Mare) — багатоцільовий стадіон у Лечче, Італія. В основному він використовується для футбольних матчів і є домашнім стадіоном клубу «Лечче». Стадіон був побудований в 1966 році і має 31 533 місць. Свою назву він отримав завдяки вулиці, що веде до моря.

## Історія
Першим матчем, проведеним на «Віа дель Маре», стала товариська гра Лечче проти московського «Спартака» 11 вересня 1966 року. Матч завершився з рахунком 1-1, його відвідали 13 000 глядачів. 2 жовтня того ж року тут відбувся перший поєдинок італійських клубів — апулійське дербі між «Лечче» і «Таранто». «Лечче» переміг 1:0, на грі були присутні 25 000 уболівальників.
Спочатку на стадіоні було 16 000 місць. З 1976 року, після розширення, він став вміщувати до 20 500 осіб.
Після першого в історії виходу «Лечче» в Серію А в 1985 році стадіон був практично повністю реконструйований і модернізований під керівництвом Костантіно Роцці. Кількість місць досягла 55 000. Були перебудовані обидві трибуни за воротами, де розташовувалися організовані групи фанів: Північна (зараз її займає угруповання «Ультра Лечче») і Південна (угруповання «Джовенту»). Крім того, були реконструйовані Центральна і Бічна трибуни, а також створені VIP-сектори та Східна трибуна, яка залишилася в незмінному вигляді аж до сьогоднішнього дня. Згодом з міркувань безпеки частина Південної трибуни, що межує з гостьовим сектором, була закрита. В даний час кількість місць на стадіоні становить 33 876.
Крісла пофарбовані в червоний і жовтий кольори (домашні кольору команди); на Східній трибуні вони утворюють напис «U. S. Lecce». Після практично повної реконструкції «Віа дель Маре» був, поряд зі «Стадіо Фріулі» в Удіне, був єдиною ареною, повністю готовою до чемпіонату світу в Італії 1990 року. Незважаючи на це, в Апулії право проводити матчі мундіалю дісталося стадіону «Сан-Нікола» в Барі.
У 1994 році на «Віа дель Маре» відбувся виступ Папи Римського Івана Павла II.
1 листопада 2007 року під час тренування команди «Лечче» на стадіоні від удару блискавки загинув працівник клубу Антоніо Де Джорджі. Тренер Джузеппе Пападопуло, спортивний директор Гвідо Анджелоцці і гравець Елвіс Аббрускато, які перебували поруч, дивом залишилися неушкодженими.
Постановою міської ради Лечче стадіон названий на честь мера Етторе Джардіньєро, який дав «зелене світло» його реконструкції.
У сезоні 2009/10 на «Віа дель Маре» проводив свої домашні матчі дебютант Серії Б «Галліполі», однак, вилетівши по закінченні сезону в Серію C1, команда знову стала проводити домашні поєдинки на своєму стадіоні «Антоніо Б'янко» в Галліполі.